# Marilândia
Marilândia é um município brasileiro do estado do Espírito Santo, Região Sudeste do país. Sua população estimada em 2018 era de 12 700 habitantes.
Cidade do norte do Espírito Santo, berço de uma cultura rica e de pessoas influentes no cenário político, cultural e acadêmico no estado do Espírito Santo. A cultura do café predomina em sua paisagem, sendo a base econômica do município. Ressalta-se em Marilândia a presença de um forte potencial agroturístico a ser explorado.

## Breve histórico
Até o início do século XX, a região do Município de Marilândia não passava de florestas virgens.
Em meados do século XIX no Brasil, ocorreu um grande fluxo migratório de várias origens, principalmente a italiana, incentivada pelo Governo Imperial, para solucionar o problema gerado pela falta de mão de obra na produção cafeeira. 
Seguindo essa expansão, por volta de 1925, os primeiros colonizadores do município começaram a cruzar as então desconhecidas terras do norte do Rio Doce, atraídos pela fertilidade dos solos ainda virgens. Esses homens procediam de vários municípios do sul do Espírito Santo. Eram eles: Irmãos Ceolin, Carlo Franco, Luiz Forte, Irmãos Lorenzoni, Irmãos Fregona, João Palma, Luiz Zago, Sebastião Uliana, Policarpo Bravim e outros.
Esses colonizadores abriram as primeiras clareiras e iniciaram o plantio do café.
À medida que mais famílias iam chegando, formou-se um povoado chamado Liberdade. Mais tarde, com a visita dos padres Salesianos ao povoado, deram-lhe o nome de Marilândia, adotando Nossa Senhora Auxiliadora como Padroeira.

## Geografia
De acordo com a divisão regional vigente desde 2017, instituída pelo IBGE, o município pertence às Regiões Geográficas Intermediária e Imediata de Colatina. Até então, com a vigência das divisões em microrregiões e mesorregiões, fazia parte da microrregião de Colatina, que por sua vez estava incluída na mesorregião do Noroeste Espírito-Santense.

### Clima
Segundo dados do Instituto Nacional de Meteorologia (INMET), referentes ao período de abril de 1976 a 1983 e a partir de 1987, a menor temperatura registrada em Marilândia foi de 6,7 °C em 22 de junho de 1976, e a maior atingiu 41,2 °C em 13 de novembro de 2023, durante uma onda de calor intensa. O maior acumulado de precipitação em 24 horas foi de 140,8 milímetros (mm) em 17 de dezembro de 2013. Dezembro de 2013, com 642,2 mm, foi o mês de maior precipitação. Desde março de 2017, quando o INMET instalou uma estação meteorológica automática no município, a rajada de vento mais forte alcançou 18,4 m/s (66,2 km/h) em 23 de setembro de 2019 e o menor índice de umidade relativa do ar (URA) foi de 16% em 18 de maio de 2022.
| Dados climatológicos para Marilândia | Dados climatológicos para Marilândia | Dados climatológicos para Marilândia | Dados climatológicos para Marilândia | Dados climatológicos para Marilândia | Dados climatológicos para Marilândia | Dados climatológicos para Marilândia | Dados climatológicos para Marilândia | Dados climatológicos para Marilândia | Dados climatológicos para Marilândia | Dados climatológicos para Marilândia | Dados climatológicos para Marilândia | Dados climatológicos para Marilândia | Dados climatológicos para Marilândia |
| Mês | Jan                                  | Fev                                  | Mar                                  | Abr                                  | Mai                                  | Jun                                  | Jul                                  | Ago                                  | Set                                  | Out                                  | Nov                                  | Dez                                  | Ano                                  |
| --- | ------------------------------------ | ------------------------------------ | ------------------------------------ | ------------------------------------ | ------------------------------------ | ------------------------------------ | ------------------------------------ | ------------------------------------ | ------------------------------------ | ------------------------------------ | ------------------------------------ | ------------------------------------ | ------------------------------------ |
| Temperatura máxima recorde (°C) | 40                                   | 39,8                                 | 39,4                                 | 37,5                                 | 36,2                                 | 35,4                                 | 36,2                                 | 36,6                                 | 40                                   | 40,6                                 | 41,2                                 | 39,6                                 | 41,2                                 |
| Temperatura máxima média (°C) | 33,3                                 | 33,9                                 | 33,1                                 | 31,3                                 | 29,3                                 | 28                                   | 27,8                                 | 28,6                                 | 29,4                                 | 30,8                                 | 31,1                                 | 32,1                                 | 30,7                                 |
| Temperatura média compensada (°C) | 26,9                                 | 27                                   | 26,5                                 | 25                                   | 22,7                                 | 21,1                                 | 20,9                                 | 21,6                                 | 22,9                                 | 24,4                                 | 25,1                                 | 26,2                                 | 24,2                                 |
| Temperatura mínima média (°C) | 22,1                                 | 22                                   | 21,9                                 | 20,5                                 | 18,1                                 | 16,3                                 | 16                                   | 16,3                                 | 18                                   | 19,8                                 | 20,8                                 | 21,7                                 | 19,5                                 |
| Temperatura mínima recorde (°C) | 17,1                                 | 16,6                                 | 16,2                                 | 10,6                                 | 8                                    | 6,7                                  | 7,5                                  | 7,4                                  | 8,9                                  | 10,4                                 | 11                                   | 15,9                                 | 6,7                                  |
| Precipitação (mm) | 164,1                                | 102,9                                | 154,7                                | 76,4                                 | 37,9                                 | 28,4                                 | 29,7                                 | 22,6                                 | 36                                   | 96,7                                 | 178,8                                | 201,2                                | 1 129,4                              |
| Dias com precipitação (≥ 1 mm) | 11                                   | 9                                    | 10                                   | 8                                    | 5                                    | 4                                    | 5                                    | 4                                    | 5                                    | 8                                    | 11                                   | 12                                   | 92                                   |
| Umidade relativa compensada (%) | 72,4                                 | 71,8                                 | 74,8                                 | 77,5                                 | 78                                   | 78,4                                 | 78,5                                 | 73,3                                 | 71,5                                 | 71,2                                 | 74,7                                 | 74,4                                 | 74,7                                 |
| Fonte: Instituto Nacional de Meteorologia (INMET) (normal climatológica de 1981-2010; recordes de temperatura: 01/04/1976 a 31/12/1983 e 01/01/1987-presente) |                                      |                                      |                                      |                                      |                                      |                                      |                                      |                                      |                                      |                                      |                                      |                                      |                                      |

## Política
Lista dos prefeitos eleitos no município de Marilândia desde sua emancipação em 15 de maio de 1980:
1980 a 1984 - Djacir Gregorio Caversan
1985 a 1988 - Djacir Gregorio Caversan
1989 a 1992 - Jose Carlos Milanezi
1993 a 1996 - Osmar Passamani
1997 a 2000 - Jose Carlos Milanezi
2001 a 2004 - Jose Carlos Milanezi
2005 a 2008 - Osmar Passamani
2009 a 2012 - Geder Camata
2013 a 2016 - Osmar Passamani
2017 a 2020 - Geder Camata
2021 a 2024 - Augusto Astori Ferreira
2025 - Augusto Astori Ferreira